# 斯維亞托特羅伊茨凱
47°29′24″N 36°57′4″E / 47.49000°N 36.95111°E
斯維亞托特羅伊茨凯（烏克蘭語：Святотроїцьке）是位於烏克蘭東南部的村莊，由扎波羅熱州波洛希區的羅濟夫卡市鎮負責管轄。該村始建於1823年，面積0.84平方公里，海拔高度187米，2001年人口317，人口密度每平方公里377.4人。